# Peliococcus subcorticicola
Peliococcus subcorticicola är en insektsart som beskrevs av Williams 1985. Peliococcus subcorticicola ingår i släktet Peliococcus och familjen ullsköldlöss. Inga underarter finns listade i Catalogue of Life.